# Prędkość taktyczna

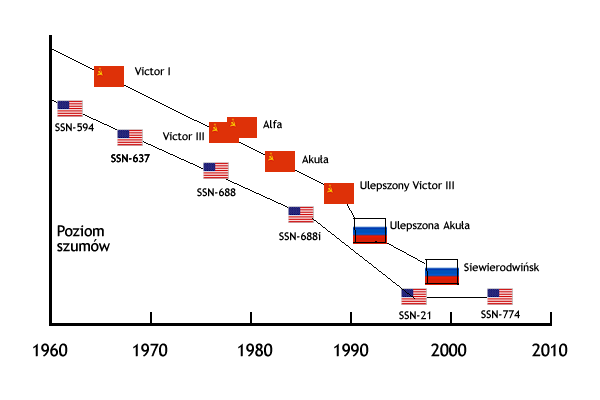
Porównanie poziomu szumów niektórych typów okrętów radzieckich, rosyjskich oraz amerykańskich.

Prędkość taktyczna – maksymalna prędkość okrętu danego typu, przy której okręt ten zdolny jest do wykrycia okrętu przeciwnika, sam nie zostając wykryty.
Parametr ten ma szczególne znaczenie w charakterystyce okrętów podwodnych, w których wzrastający wraz z prędkością okrętu poziom szumów własnych w znaczący sposób utrudnia rozpoznanie otoczenia akustycznego jednostki. Dla prędkości taktycznej okrętu, krytyczne znaczenie ma poziom wyciszenia okrętu, zwłaszcza jego systemu napędowego. Nowoczesne jednostki podwodne o napędzie atomowym przeważnie charakteryzują się prędkościami taktycznymi rzędu 8 do 13 węzłów, jednak okręty IV generacji – przekraczającymi dwadzieścia węzłów.